# Garaget
Garaget är en svensk drama- och thrillerfilm från 1975 med regi och manus av Vilgot Sjöman. I rollerna ses bland andra Frej Lindqvist, Agneta Ekmanner och Per Myrberg.

## Om filmen
Inspelningen ägde rum mellan den 2 september och 6 november 1974 i Barkarby, Djursholm, Östhammar och Europafilms studio i Sundbyberg. Fotograf var Petter Davidson och kompositör Bengt Ernryd. Filmen klipptes av Wic' Kjellin och premiärvisades den 21 augusti 1975 på biograferna Falken och Saga i Stockholm. Filmen är 100 minuter lång och i färg.
Ekmanner fick för sin rollprestation motta Chaplin-priset 1975 och Sjöman fick pris för bästa regi vid Taorminafestivalen samma år.

## Rollista
- Frej Lindqvist – Andreas Hiorth, adjunkt
- Agneta Ekmanner – Pia Hiorth, Andreas fru
- Per Myrberg – Ulf Billgren, rektor
- Christina Schollin – Nancy Billgren, lärare, Ulfs fru
- Lil Terselius – Gun Liljedahl, gymnastiklärare
- Kerstin Hänström – Sylvia, apoteksbiträde
- Peter Lindgren – Adolphson, redaktör på LänsTidningen
- Åke Fridell – Siste Baron, Nancys far
- Annika Tretow – Margaretha Ohlsson, Andreas och Pias granne
- Axel Düberg – John Ohlsson, Margarethas man, polis

Ej krediterade
- Carl Billquist – Orlander, läkare
- Mona Andersson – hårfrisör
- Evert Granholm – Ståhl, adjunkt
- Rolf Skoglund – killen på bensinstationen
- Annika Levin – skolflickan
- Jan Nygren – prästen
- Sture Djerf – den äldre civilklädde polisen i garaget
- Gun Hyltén-Cavallius – skolrådet Karlsson
- Brian Wikström – en man utanför polisstationen

### Fotnoter
1. 1 2 3  ”Garaget”. Svensk Filmdatabas. http://sfi.se/sv/svensk-filmdatabas/Item/?itemid=4958&type=MOVIE&iv=Basic&ref=/templates/SwedishFilmSearchResult.aspx?id%3d1225%26epslanguage%3dsv%26searchword%3dgaraget%26type%3dMovieTitle%26match%3dBegin%26page%3d1%26prom%3dFalse. Läst 30 april 2013.